# کونداخ
کونداخ (به لاتین: Kundakh) یک منطقهٔ مسکونی در روسیه است که در شهرستان لاکسکی واقع شده‌است.